# Juan de Dios Giraldo Zuluaga
Juan de Dios Giraldo Zuluaga (Guatapé, Antioquia, siglo XIX-El Peñol, Antioquia, 12 de abril de 1932) fue un militar colombiano, miembro del Ejército Nacional de Colombia, destacado por su participación en la Guerra de los Mil Días. Comandó la División Giraldo que realizó una avanzada hasta Nicaragua para defender la soberanía sobre el archipiélago de San Andrés y Providencia. El 30 de septiembre de 1901 le fue reconocido su ascenso a General de Brigada por su participación en el conflicto mencionado.
El 8 de octubre de 2011, con motivo del bicentenario de fundación de su municipio natal, se le rindió un homenaje público, trasladando sus restos mortales desde el municipio de Caicedonia en el Valle del Cauca hasta Guatapé en una ceremonia militar.